# Vattenlås

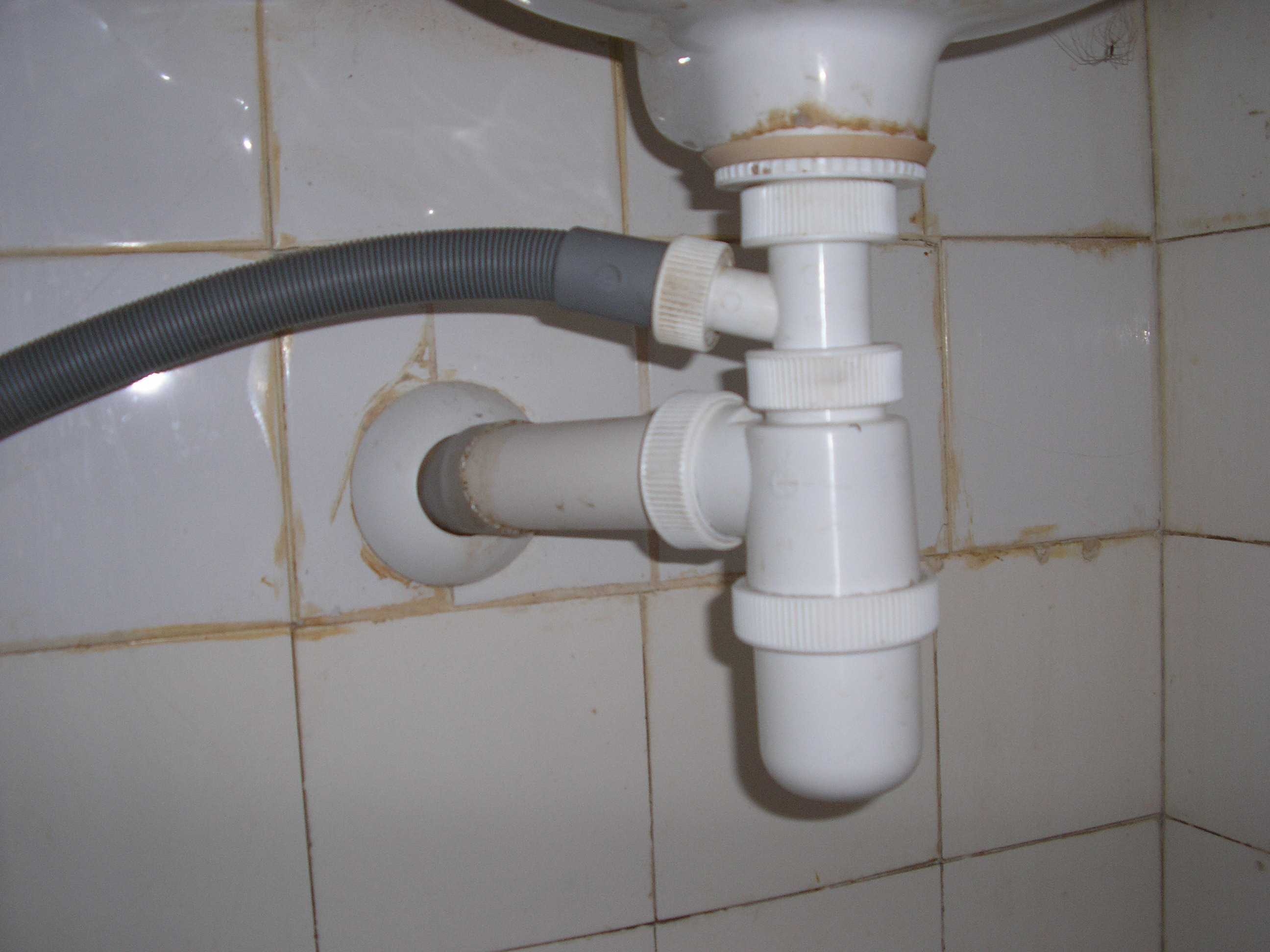
Ett typiskt vattenlås för tvättställ.

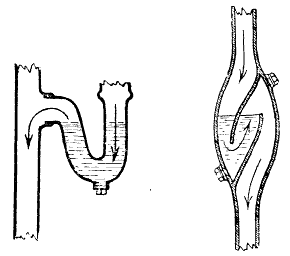
Principskisser över vattenlås.

Vattenlås, en sektion av ett vattenrör som är böjt så att en mängd vatten stannar kvar i böjen, tack vare gravitationen, och skiljer luftmassorna på låsets båda sidor. Vattnet i vattenlåset blir på detta sätt en barriär som förhindrar att dålig lukt, sjukdomar och ohyra från avloppssystemet passerar upp till omgivningen. Vattenlås används i de flesta typer av avlopp i exempelvis  rörvattenlås (i WC) eller pungvattenlås (under diskbänken).
Vattenlås finns även i grottor och bildar där naturliga avgränsningar mellan olika sektioner. För att passera dessa krävs ofta dykutrustning.